# Лазарєв Борис Георгійович
Бори́с Гео́ргійович Ла́зарєв (* 6 серпня 1906, Миропілля, нині Краснопільського району Сумської області — † 20 березня 2001, Харків) — фізик, автор розробок в галузі фізики низьких температур та високих тисків, доктор фізико-математичних наук — 1943, професор — 1944, член-кореспондент АН УРСР — 1948, академік АН УРСР — 1951.

## Життєпис
Його батько був приходським священиком в Миропіллі. Закінчив в своєму селі церковно-приходську школу, вчився в Білгородській гімназії, працював помічником на пасіці. В 1920—1923 роках учився в вечірній семирічці Юзівки, одночасно працював розсильним, по тому робив конторщиком й рахівником, рівночасно продовжував навчання в фабзавучі.
1930 року закінчив Ленінградський політехнічний інститут — з третього курсу навчання працював в лабораторії інфрачервоних хвиль; в 1930—1936 працював у Ленінградському та Уральському — в 1936—1937 — фізико-технічних інститутах.
1936 року разом з Левом Шубниковим відкрив ядерний парамагнетизм у твердого водню — при температурах 1.7—4.2 К, це явище увійшло до підручників з фізики, праця «Магнітний момент протона».
З 1937 року працює в Харківському фізико-технічному інституті АН України — Лев Шубников, засновник ХФТІ Обреїмов та директор інституту Лейпунський були заарештовані; очолював відділ фізики твердого тіла та конденсованого стану речовини, згодом — відділ фізики низьких температур, також обіймав посаду заступника директора інституту.
1938 року відкрив явище надтекучої плівки гелію — II; йому присуджується без захисту вчене звання кандидата фізико-математичних наук — по поданню академіка Йоффе.
Вперше у світі провів вимірювання магнітних і електричних властивостей різних речовин при низьких температурах і тиску до 20 тисяч атмосфер.
У часі нацистсько-радянської війни працював в інституті, евакуйованому до Алма-Ати, виконували воєнні завдання:
- розробили запальник горючої суміші для протитанкових пляшок,
- запропонували спосіб підвищення дальності стрільби ракетами,
- допомогли удосконалити на Балхаському мідеплавильному заводі технологію виробництва міді.

Квітнем 1944 з інститутом повертається до Харкова.
Протягом 1949—1951 років спільно з Борисом Вєркіним досліджував квантові осциляції магнітної сприйнятливості багатьох металів.
У 1951 році його обрано академіком АН УРСР.
Серед його технічних розробок —
- спосіб отримання високих тисків при наднизьких температурах — «льодової бомби» — в співавторстві з Л. Кан, 1939—1944;
- методика розділення ізотопів гелію — 1950.

Розроблені ним спільно з колегами високовакуумні кріоконденсаційні та кріоадсорбційні насоси — 1957—1959,
- надпотужні соленоїди з рекордними значеннями магнітних полів — в 1968—1973,
- апаратура і ефективна методика одержання температур, нижчих за 1 К.

Лауреат Державної премії СРСР 1951 року, УРСР 1982 року, заслужений діяч науки УРСР − 1966. Нагороджений орденом Трудового Червоного Прапора та медалями. Державної премії УРСР вдостоєний у колективі розробників за цикл робіт «Розробка та дослідження надпровідників з високими критичними параметрами» — разом з Володимиром Ажажею, Юрієм Білецьким, Валентином Буряком, Олександром Галкіним, Лібою Лазарєвою,Миколою Матросовим, Володимиром Паном, Віталієм Полтавцем, Олегом Чорним.
Серед його учнів: Борис Вєркін, Олександр Галкін, Євген Боровик, Ігор Дмитренко, Володимир Хоткевич, Йосип Гіндін, Борис Есельсон.

Могила Бориса Лазарєва та його дружини

Похований у Харкові на Міському кладовищі № 2.